# Tupolev ANT-3
Tupolev ANT-3 là một loại máy bay trinh sát của Liên Xô.

## Biến thể
ANT-3
R-3NL
R-3
R-3LD
R-7
PS-3

## Quốc gia sử dụng
Soviet Union
- Không quân Liên Xô

## Tính năng kỹ chiến thuật (R-3LD)
Dữ liệu lấy từ The Osprey Encyclopedia of Russian Aircraft 1875–1995 
Đặc điểm tổng quát
- Kíp lái: 2
- Chiều dài: 9.89 m (32 ft 5⅛ in)
- Sải cánh: 13.02 m (42 ft 8⅔ in)
- Chiều cao: 3.1[2] m (10 ft 2 in)
- Diện tích cánh: 37 m2 (389 ft2)
- Trọng lượng rỗng: 1.340 kg (2.954 lb)
- Trọng lượng có tải: 2.090 kg (4.608 lb)
- Powerplant: 1 × Lorraine-Dietrich, 336 kW (450 hp)

Hiệu suất bay
- Vận tốc cực đại: 204 km/h (127 mph)
- Tầm bay: 880 km (550 dặm)
- Trần bay: 4.920 m (16.140 ft)

Vũ khí trang bị
- 1 × Súng máy PV-1 7,62 mm
- 2 × Súng máy DA 7,62 mm
- 10 × quả bom 50 kg (110 lb)